# Craig Zisk
Craig Zisk (...) è un regista e produttore televisivo statunitense.
È noto soprattutto per aver diretto episodi di numerose serie televisive di successo, tra cui Streghe, Scrubs - Medici ai primi ferri, Alias, Nip/Tuck, Las Vegas, Weeds, Nurse Jackie - Terapia d'urto e United States of Tara.
Nel 2013 è uscito nelle sale cinematografiche il suo primo lungometraggio, The English Teacher.

## Filmografia

### Regista
- Oltre il ponte (Brooklyn Bridge) - serie TV, 1 episodio, (1993)
- The Single Guy - serie TV, 13 episodi (1996-1997)
- Love Boat: The Next Wave - serie TV, 1 episodio (1998)
- Tris di cuori (For Your Love) - serie TV, 2 episodi (1998-1999)
- Just Shoot Me! - serie TV, 2 episodi (1999)
- Payne - serie TV, 1 episodio (1999)
- Zoe, Duncan, Jack & Jane - serie TV 3 episodi (1999)
- Susan (Suddenly Susan) - serie TV, 1 episodio (1999)
- Oh, Grow Up - serie TV, 1 episodio (1999)
- Streghe (Charmed) - serie TV, 6 episodi (1999-2000)
- Shasta McNasty - serie TV, 3 episodi (1999-2000)
- Secret Agent Man - serie TV, 1 episodio (2000)
- Popular - serie TV, 4 episodi (2000-2001)
- Grounded for Life - serie TV, 2 episodi (2001)
- The Tick - serie TV, 1 episodio (2001)
- Felicity - serie TV, 2 episodi (2001-2002)
- Scrubs - Medici ai primi ferri (Scrubs) - serie TV, 6 episodi (2001-2005)
- Providence - serie TV, 1 episodio (2002)
- NYPD - New York Police Department (NYPD Blue) - serie TV, 1 episodio (2002)
- Breaking News - serie TV, 1 episodio (2002)
- My Guide to Becoming a Rock Star - serie TV, 2 episodi (2002)
- Birds of Prey - serie TV, 1 episodio (2002)
- Mr. St. Nick - film TV (2002)
- Smallville - serie TV, 1 episodio (2002)
- Watching Ellie - serie TV, 5 episodi (2002-2003)
- Alias - serie TV, 4 episodi (2002-2005)
- Miss Match - serie TV, 1 episodio (2003)
- Hidden Hills - serie TV, 1 episodio (2003)
- American Dreams - serie TV, 3 episodi (2003)
- Nip/Tuck - serie TV, 7 episodi (2003-2010)
- Detective Monk (Monk) - serie TV, 1 episodio (2004)
- North Shore - serie TV, 1 episodio (2004)
- Wonderfalls - serie TV, 1 episodio (2004)
- Senza traccia (Without a Trace) - serie TV, 1 episodio (2004)
- Dr. Vegas - serie TV, 1 episodio (2004)
- Las Vegas - serie TV, 3 episodi (2004-2005)
- Medical Investigation - serie TV, 1 episodio (2005)
- LAX - serie TV, 1 episodio (2005)
- The Closer - serie TV, 1 episodio (2005)
- Head Cases - serie TV, 2 episodi (2005)
- Weeds - serie TV, 20 episodi (2005-2008)
- Entourage - serie TV, 1 episodio (2006)
- My Name Is Earl - serie TV, 2 episodi (2006)
- Insatiable - serie TV, 1 episodio (2007)
- The Office - serie TV, 1 episodio (2007)
- Emily's Reasons Why Not - serie TV, 1 episodio (2008)
- Trust Me - serie TV, 1 episodio (2009)
- Hung - Ragazzo squillo (Hung) - serie TV, 1 episodio (2009)
- Nurse Jackie - Terapia d'urto (Nurse Jackie) - serie TV, 3 episodi (2009)
- The Big C - serie TV, 2 episodi (2010)
- United States of Tara - serie TV, 10 episodi (2010-2011)
- The English Teacher (2013)
- Tulsa King - serie TV, 1 episodio (2024)